# Divize D 2003/2004
V soubojích 39. ročníku Moravskoslezské divize D 2003/04 (jedna ze skupin 4. fotbalové ligy) se utkalo 16 týmů každý s každým dvoukolovým systémem podzim–jaro. Tento ročník odstartoval v sobotu 9. srpna 2003 úvodními dvěma zápasy 1. kola a skončil v neděli 20. června 2004 zbývajícími šesti zápasy 30. kola.

## Nové týmy v sezoně 2003/04
- Z MSFL 2002/03 sestoupilo do Divize D mužstvo FC VMG Kyjov.
- Z Přeboru Jihomoravského kraje 2002/03 postoupilo vítězné mužstvo TJ Framoz Rousínov.
- Z Přeboru Zlínského kraje 2002/03 postoupilo vítězné mužstvo ČSK Uherský Brod.
- Z Přeboru Vysočiny 2002/03 postoupilo vítězné mužstvo SK Dekora Ždírec nad Doubravou.

## Kluby podle krajů
- Zlínský (6): FC TVD Slavičín, TJ FS Napajedla, FC Elseremo Brumov, SK Spartak Hulín, FC Morkovice, ČSK Uherský Brod.
- Jihomoravský (5): FK Mutěnice, SK Rostex Vyškov, TJ Slovan Břeclav, TJ Framoz Rousínov, FC VMG Kyjov.
- Vysočina (3): FC Vysočina Jihlava „B“, HFK Třebíč, SK Dekora Ždírec nad Doubravou.
- Olomoucký (2): SK Lipová, FK Autodemont Horka nad Moravou.

## Konečná tabulka
Zdroj: 
| Poř. | Tým                                | Z  | V  | R  | P  | VG | OG | B  |
| ---- | ---------------------------------- | -- | -- | -- | -- | -- | -- | -- |
| 1.   | SK Lipová                          | 30 | 20 | 6  | 4  | 76 | 35 | 66 |
| 2.   | FK Mutěnice                        | 30 | 19 | 7  | 4  | 45 | 20 | 64 |
| 3.   | FC Vysočina Jihlava „B“            | 30 | 15 | 6  | 9  | 57 | 41 | 51 |
| 4.   | SK Rostex Vyškov                   | 30 | 13 | 7  | 10 | 69 | 40 | 46 |
| 5.   | FC TVD Slavičín                    | 30 | 13 | 7  | 10 | 47 | 36 | 46 |
| 6.   | FK Autodemont Horka nad Moravou    | 30 | 13 | 5  | 12 | 51 | 52 | 44 |
| 7.   | HFK Třebíč                         | 30 | 12 | 6  | 12 | 53 | 56 | 42 |
| 8.   | TJ Slovan Břeclav                  | 30 | 11 | 9  | 10 | 36 | 39 | 42 |
| 9.   | TJ Framoz Rousínov (N)             | 30 | 11 | 6  | 13 | 40 | 47 | 39 |
| 10.  | FC VMG Kyjov (S)                   | 30 | 9  | 10 | 11 | 41 | 55 | 37 |
| 11.  | SK Dekora Ždírec nad Doubravou (N) | 30 | 10 | 6  | 14 | 45 | 43 | 36 |
| 12.  | TJ FS Napajedla                    | 30 | 10 | 6  | 14 | 49 | 54 | 36 |
| 13.  | FC Elseremo Brumov                 | 30 | 8  | 10 | 12 | 32 | 58 | 34 |
| 14.  | SK Spartak Hulín                   | 30 | 9  | 4  | 17 | 34 | 59 | 31 |
| 15.  | FC Morkovice                       | 30 | 7  | 8  | 15 | 46 | 57 | 29 |
| 16.  | ČSK Uherský Brod (N)               | 30 | 5  | 7  | 18 | 36 | 65 | 22 |

Poznámky:
- Z = Odehrané zápasy; V = Vítězství; R = Remízy; P = Prohry; VG = Vstřelené góly; OG = Obdržené góly; B = Body; (S) = Mužstvo sestoupivší z vyšší soutěže; (N) = Mužstvo postoupivší z nižší soutěže (nováček)
- O pořadí na 4. a 5. místě rozhodla bilance vzájemných zápasů: Vyškov - Slavičín 3:1, Slavičín - Vyškov 1:0[2]
- O pořadí na 7. a 8. místě rozhodla bilance vzájemných zápasů: Třebíč - Břeclav 2:0, Břeclav - Třebíč 2:1[2]
- O pořadí na 11. a 12. místě rozhodlo lepší skóre Ždírce nad Doubravou, bilance vzájemných zápasů byla vyrovnaná: Ždírec nad Doubravou - Napajedla 2:0, Napajedla - Ždírec nad Doubravou 2:0[2]

|  | Postup do MSFL 2004/05                    |
|  | Sestup do Přeboru Zlínského kraje 2004/05 |